# Prosper Ludwig von Arenberg
Prosper Ludwig von Arenberg (28. dubna 1785 – 27. února 1861) byl 7. vévoda z Arenbergu, 13. vévoda z Aarschotu, 2. vévoda z Meppenu a 2. kníže z Recklinghausenu. 

## Život
Narodil se v Enghien jako nejstarší syn vévody Ludwiga Engelberta von Arenberg (1750–1820) a jeho manželky Louisy Antoinetty de Brancas-Villars, hraběnky z Lauragais. Správu rodového majetku mu jeho slepý otec předal již roku 1803. Stejného roku dosáhl povýšení statků Meppen a Recklinghausen na vévodství Arenberg (původní vévodství zaniklo francouzskou anexí levého břehu Rýna roku 1801). V roce 1806 byl přinucen vstoupit do Rýnského spolku. Podílel se na Napoleonově tažení proti Prusku a Španělsku. Ve španělsku byl roku 1811 zajat Angličany a vězněn až do roku 1814.

## Manželství a potomci
Prvního únorového dne roku 1808 se oženil s Stéphanií de Tascher de La Pagerie (1788–1832), sestřenicí francouzské císařovny Joséphine de Beauharnais. Nešťastné a bezdětné manželství bylo rozvedeno roku 1816.
Druhé manželství uzavřel 26. ledna 1819 s Marií Ludmilou z Lobkowicz (1798–1868), dcerou knížete Antonína Isidora. Narodilo se jim devět dětí, šest z nich dosáhlo dospělosti.
- 1. Luisa Pavlína Sidonie (18. 12. 1820 Brusel – 11. 5. 1853 tamtéž), svobodná a bezdětná[2]
- 2. Marie Flora (2. 3. 1823 Brusel – 3. 8. 1861 Frascati), manž. 1841 Camillo Aldobrandini (16. 11. 1816 Florencie – 5. 6. 1902 Řím)[2]
- 3. Engelbert I. von Arenberg (11. 5. 1824 Brusel – 28. 3. 1875 Heverlee), 8. vévoda z Arenbergu, manž. 1868 Eleonore Ursula von Arenberg (19. 2. 1845 Vídeň – 28. 11. 1919 Montreux)[2]
- 4. Antonín František von Arenberg (5. 2. 1826 Brusel – 12. 10. 1910 Namur), manž. 1847 Marie Ghislaine de Mérode (19. 11. 1830 Brusel – 4. 9. 1892 Namur)[2]
- 5. Karel Maria Josef von Arenberg (6. 9. 1831 Brusel – 9. 6. 1896 tamtéž), manž. 1876 Julie Hunyady de Kéthely (26. 8. 1831 Vídeň – 19. 2. 1919 tamtéž), vdova po srbském knížeti Michalovi Obrenovićovi[2]
- 6. Josef Leonard von Arenberg (8. 8. 1833 Enghien – 3. 10. 1896 Vídeň), manž. 1865 Františka z Lichtenštejna (30. 10. 1833 Vídeň – 5. 6. 1894 tamtéž)[2]

Vévoda Prosper zemřel 27. února 1861 ve věku 75 let v Bruselu. Jeho nástupcem se stal jeho nejstarší syn Engelbert.